# Phalloniscus nichollsi
Phalloniscus nichollsi är en kräftdjursart som beskrevs av Bowley 1935. Phalloniscus nichollsi ingår i släktet Phalloniscus och familjen Dubioniscidae. Inga underarter finns listade i Catalogue of Life.